# Фролов, Сергей Кузьмич
Фролов Сергей Кузьмич (26 сентября 1924, село Бакланка, Вологодская губерния, СССР — 2 января 1998, Санкт-Петербург, Россия) — советский живописец, график, педагог, член Санкт-Петербургского Союза художников (до 1992 года — Ленинградской организации Союза художников РСФСР).

## Биография
Фролов Сергей Кузьмич родился 26 сентября 1924 года в деревне Бакланка Вологодской губернии в крестьянской семье, где кроме него было ещё четверо старших детей. После переезда в 1931 году семьи в Петрозаводск занимался в 1937—1941 годах в изостудии местного Дворца пионеров. В 1942 году был призван в армию и направлен в Велико-Устюжское пехотное училище. Участвовал в боях на Центральном и 1-м Белорусском фронтах, и в частности, в Орловско-Курской битве. Был ранен. Награждён медалью «За победу над Германией», орденом «Отечественной войны 2-й степени». Демобилизовался в начале 1947 года в звании сержанта.
В 1947 году Сергей Фролов поступил на факультет керамики ленинградского Высшего художественно-промышленного училища имени В. И. Мухиной. Занимался живописью и рисунком у Петра Бучкина, Александра Любимова, Константина Белокурова, Ивана Степашкина.
В 1952 году Фролов окончил Высшее художественно-промышленное училище имени В. И. Мухиной по мастерской Анатолия Казанцева. Был оставлен преподавать на кафедре общей живописи училища, где вёл, в основном, акварель. С 1965 по 1975 годы преподавал на кафедре рисунка.
Участвовал в выставках с 1952 года, экспонируя свои работы вместе с произведениями ведущих мастеров изобразительного искусства Ленинграда. Писал ландшафтные и архитектурные пейзажи, портреты, жанровые композиции. Работал в технике акварели, масляной живописи, рисунка. В 1956 году был принят в члены Ленинградского Союза художников.
Ведущий жанр в творчестве Сергея Фролова — лирический пейзаж, главные темы — Ленинград и его пригороды, архитектурные памятники древнерусских городов. В 1960-1970 годы работал на творческой базе ленинградских художников в Старой Ладоге, в Пскове, Изборске. Живопись Фролова отличает тонкое акварельное письмо, изысканность тональных отношений, мастерское владение пленэром, поэтическое восприятие натуры. Колорит мягкий, чуть приглушённый, с преобладанием зелёных, жёлтых и лиловых тонов.
Среди произведений, созданных Фроловым в станковой живописи и акварели, работы «Девушка», «Сосны», «Зима» (все 1953), «Городской пейзаж» (1954), «Пруд. Пушкинские горы», «Осень. На закате» (обе 1955), «Ялтинская набережная» (1956), «Псков. Башня», «Псковский кремль», «Флоксы», «Ялтинский порт», «Исаакиевская площадь», «Стрельна» (все 1957), «Рыбачий посёлок», «Северная деревня» (обе 1958), «Апрель», «К вечеру» (обе 1959), «Адмиралтейство», «Аничков мост» (обе 1960), «В Старой Ладоге» (1961), «Адмиралтейство», «Бастион Петропавловской крепости» (обе 1964), «Дворцовая площадь», «Сумерки», «Ненастье» (все 1968), «Поздний вечер» (1971), «У опушки» (1972), «Вечер. Белозерск» (1975), «Ранняя осень» (1976), «Древнерусский городок» (1977), «Голубой дом» (1981) и другие.
Персональные выставки произведений Сергея Фролова были показаны в 1964 и 1990 годах в Пушкинском музее-заповеднике и в 1972 и 1987 годах в Ленинграде в выставочных залах Ленинградского Союза художников. Прекрасно владея техникой акварельной живописи, Фролов создал панорамный вид знаменитого посёлка Пушкинские Горы, тщательно проработав в деталях архитектурные и бытовые подробности. Точно найденные цветовые отношения передают особое лирическое настроение, характерное для этого знаменитого уголка России. Свыше 60 работ были подарены художником музею.
Скончался 2 января 1998 года в Санкт-Петербурге на 74-м году жизни. 
Произведения С. К. Фролова находятся в Государственном Русском музее, в музеях и частных собраниях в России, Германии, США, Италии, Великобритании, Франции, Японии и других странах.

## Выставки
- 1954 год (Ленинград): Весенняя выставка произведений ленинградских художников.
- 1956 год (Ленинград): Осенняя выставка произведений ленинградских художников.
- 1957 год (Ленинград): 1917—1957. Выставка произведений ленинградских художников.
- 1958 год (Ленинград): Осенняя выставка произведений ленинградских художников.
- 1960 год (Ленинград): Выставка произведений ленинградских художников.
- 1964 год (Ленинград): Ленинград. Зональная выставка.
- 1968 год (Ленинград): Осенняя выставка произведений ленинградских художников.
- 1972 год (Ленинград): По Родной стране. Выставка произведений ленинградских художников.
- 1978 год (Ленинград): Выставка произведений художников — ветеранов Великой Отечественной войны.
- 1978 год (Ленинград): Осенняя выставка произведений ленинградских художников.
- 1979 год (Ленинград): Выставка произведений художников — ветеранов Великой Отечественной войны.
- 1981 год (Ленинград): Выставка произведений художников — ветеранов Великой Отечественной войны и других ленинградских живописцев.
- 1984 год (Ленинград): Подвигу Ленинграда посвящается. Выставка произведений ленинградских художников, посвящённая 40-летию полного освобождения Ленинграда от вражеской блокады.
- 1986 год (Ленинград): Выставка произведений Фролова Сергея Кузьмича в залах Ленинградской организации Союза художников РСФСР.
- 1987 год (Ленинград): Выставка произведений художников — ветеранов Великой Отечественной войны.
- Февраль 1991 года (Париж): Выставка «Русские художники».
- Апрель 1991 года (Париж): Выставка «Русские художники».
- Январь 1992 года (Париж): Выставка «Санкт-Петербургская школа».
- Март 1992 года (Париж): Выставка «Санкт-Петербургская школа».
- Февраль 1993 года (Брюссель): Выставка «Русские художники».
- 1993 год (Санкт-Петербург): Выставка произведений художников — участников Великой Отечественной войны Санкт-Петербургского Союза художников России.
- 1995 год (Санкт-Петербург): Лирика в произведениях художников военного поколения. Живопись. Графика.
- 1998 год (Санкт-Петербург): Выставка произведений художников — ветеранов Великой Отечественной войны.